# RIM-174 Standard ERAM
El RIM-174 Standard Extended Range Active Missile (ERAM) o misil estándar (SM-6) es un misil que sólo ha entrado en producción para la Armada de los Estados Unidos y la Marina Real Australiana. Forma parte de los misiles interceptores del Sistema de Defensa de Misiles Balísticos Aegis. Fue diseñado para fines de guerra antiaérea (ER-AAW) de rango extendido proporcionando capacidad contra aviones de ala fija y helicópteros, vehículos aéreos no tripulados y misiles de crucero antibuque en vuelo, tanto por mar y tierra. El misil usa el fuselaje del misil SM-2ER bloque IV anterior (RIM-156A), agregando el buscador por radar activo del AIM-120 AMRAAM C en lugar del buscador semiactivo del diseño anterior. Esto mejorará la capacidad del misil estándar contra objetivos muy ágiles y más allá del alcance de los radares de iluminación de los buques de lanzamiento. Tiene capacidad para derribar misiles balísticos (ICBM/IRBM) en su fase terminal (reentrada), como apoyo al misil RIM-161 SM-3. En febrero de 2016 recibió modificaciones para actuar como sustituto del Harpoon como misil SSM de la Armada de los Estados Unidos

## Descripción

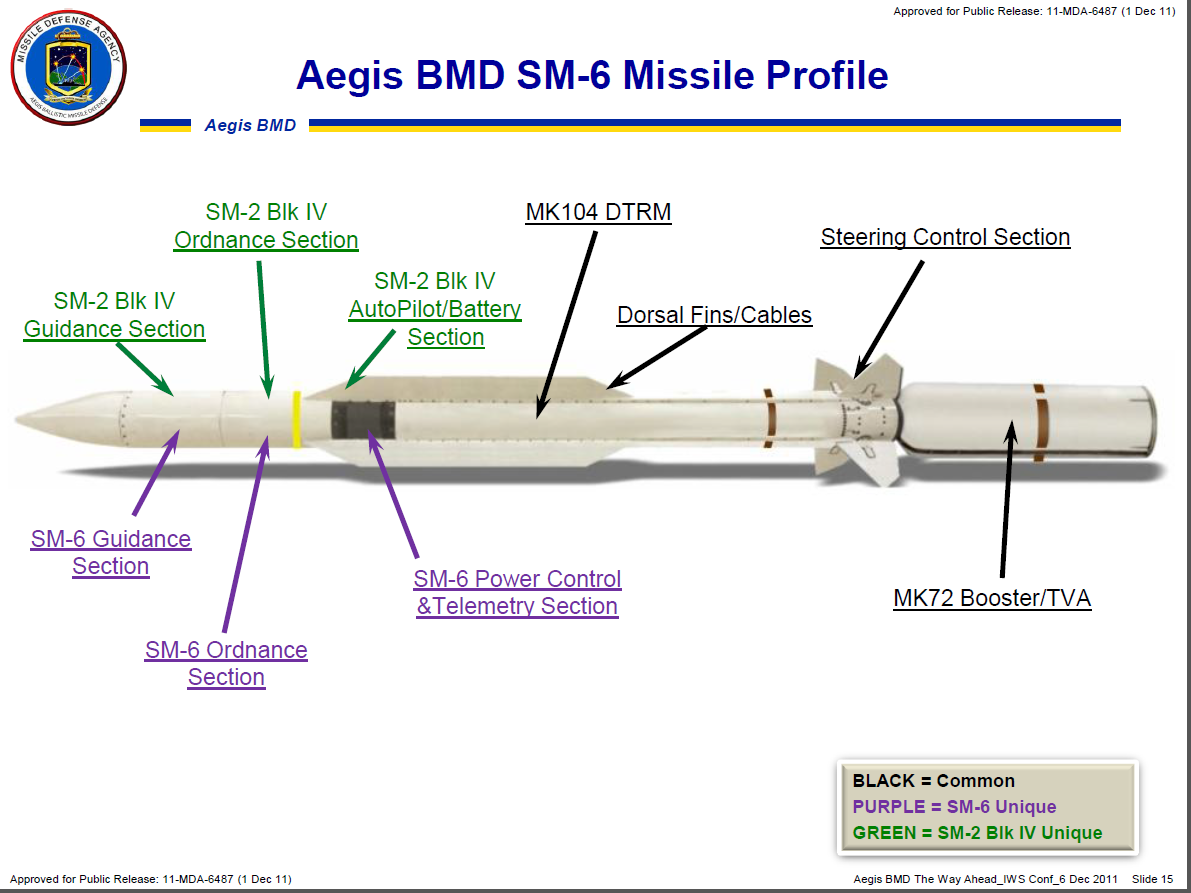
SM-6 Missile Profile.

El estándar ERAM es un misil de dos etapas siendo una de ellas de impulso. Es similar en apariencia a los misiles estándar RIM-156A. El buscador de radar es una versión ampliada adaptada del buscador del AIM-120 AMRAAM C (13,5 pulgadas frente a 7 pulgadas).
El misil puede ser empleado en varios modos: guiado inercial al objetivo con adquisición terminal mediante un buscador de radar activo, radar semiactivo durante todo el vuelo, o más allá del horizonte con capacidad de ayuda al enganche del objetivo. El misil es capaz de utilizarse para defensa terminal de misiles balísticos como suplemento para el misil SM-3.
A diferencia de otros misiles de la familia estándar, el ERAM puede ser periódicamente probado y certificado sin extraerlo de la celda del lanzador vertical VLS.

## Historia
Raytheon consiguió un contrato en 2004 para desarrollar este misil de la Marina de los Estados Unidos, después de la cancelación del misil SM-2ER bloque IVA (RIM-156B). El desarrollo comenzó en 2005, seguido de la realización de pruebas en 2007. El misil fue oficialmente designado RIM-174A en febrero de 2008. La producción con una tasa baja inicial fue autorizada en 2009.
Raytheon recibió un contrato de 93 millones de dólares para iniciar la producción del RIM-174A en septiembre de 2009. El primer misil de producción fue entregado en marzo de 2011.